# BLEACH (電影)
《BLEACH》（日語：BLEACH／ブリーチ）是一部2018年日本動作奇幻電影，改編自日本漫畫家久保帶人的同名漫畫，由佐藤信介執導，並與羽原大介共同撰寫劇本，福士蒼汰主演。
《BLEACH》於2018年7月20日在日本上映，並於2018年9月18日在Netflix上線。

## 演員
- 福士蒼汰 飾 黑崎一護
  - 高村佳偉人（日语：高村佳偉人） 飾 年幼的一護
- 杉咲花 飾 朽木露琪亞
- 吉澤亮 飾 石田雨龍
- 真野惠里菜 飾 井上織姬
- 小柳友 飾 茶渡泰虎
- 田邊誠一 飾 浦原喜助
- 早乙女太一 飾 阿散井戀次
- 雅-miyavi- 飾 朽木白哉
- 長澤雅美 飾 黑崎真咲
- 江口洋介 飾 黑崎一心
- 山田寛人 飾 淺野啟吾
- 伊藤梨沙子 飾 有澤龍貴
- 平澤宏宏路 飾 黑崎遊子
- 安藤美優（日语：安藤美優） 飾 黑崎夏梨
- 後藤由依良 飾 少女（Grand Fisher）

## 製作
2016年8月19日，宣佈將製作《BLEACH》真人電影。該片由佐藤信介執導、福士蒼汰主演，並預定於2018年在日本上映。2017年7月7日，公佈首張福士蒼汰飾演的黑崎一護造型照。2018年2月5日，宣佈杉咲花加盟並飾演朽木露琪亞，並公佈造型照。電影預定於2018年7月20日在日本上映。同月，公佈特報影像。2018年3月9日，宣佈吉澤亮、早乙女太一和雅-miyavi-加盟電影，分別飾演石田雨龍、阿散井戀次和朽木白哉。2018年4月20日，宣佈主題曲由［Alexandros］演唱。2018年5月30日，宣佈長澤雅美、江口洋介、田邊誠一、真野惠里菜和小柳友加盟電影，分別飾演黑崎真咲、黑崎一心、浦原喜助、井上織姬以及茶渡泰虎。

## 製作人員
- 原作：久保帶人「BLEACH」（集英社「週刊少年Jump」連載）
- 導演：佐藤信介
- 腳本：羽原大介（日语：羽原大介）、佐藤信介
- 音樂：山田豐（日语：やまだ豊）
- 製作：高橋雅美（日语：高橋雅美）、近藤正人、木下暢起、本間道幸、米里隆明、吉崎圭一、大川ナオ、髙橋誠（日语：高橋誠 (実業家)）、三宅容介、田中祐介（日语：田中祐介）
- 執行製片人：小岩井宏悦（日语：小岩井宏悦）
- 製片人：和田倉和利
- 製片：森徹
- 攝影導演：河津太郎
- 美術導演：齊藤岩男
- 美術：江口亮太
- 裝飾：小山大次郎
- 錄音：横野一氏工
- 照明：小林仁
- 編集：今井剛（日语：今井剛）
- 音響效果：松井謙典、本郷俊介
- 後期製作：大屋哲男（日语：大屋哲男）
- VFX製作：道木伸隆（日语：道木伸隆）
- DI調色製作人：齋藤精二
- CG製作人：豐嶋勇作（日语：豊嶋勇作）、鈴木伸廣
- VFX監察人：神谷誠（日语：神谷誠）、土井淳
- 動作導演：下村勇二（日语：下村勇二）
- 場記：田口良子
- 劇裝設計：宮本雅江（日语：宮本まさ江）
- 髮型：本田真理子
- 選角：杉野剛
- 副導演：李相國（日语：李相國）
- 製作擔當：片平大輔
- 聯合製片人：關口大輔（日语：関口大輔）
- 助理製片人：田村久理
- 白哉牽星箝設計：藤原鶴聲（日语：藤原鶴声）
- 武術指導：栗田政明
- 劇中漫畫：湯川洋平
- 魂魄説明動畫：永易直樹、GAC
- メインタイトル刀攝影：特攝研究所（日语：特撮研究所）
- 分鏡：酉澤安施（日语：酉澤安施）
- 腳本分析：田中靖彥
- 宣傳統括：出目宏
- 營業統括：山田邦雄
- 主題序列設計：yU+co.
- 音樂製作人：志田博英（日语：志田博英）
- 音樂製作：CURRENT,Inc（日语：カレント (音楽制作プロダクション)）
- 企畫協力：週刊少年Jump編輯部（中野博之、三輪宏康、村越周）
- 製片公司：Cine Bazar
- 製作幹事・發行商：華納兄弟
- 製作：電影「BLEACH」製作委員會（華納兄弟、東京電視台、集英社、Studio Pierrot、日本環球音樂、電通、研音、KDDI、波麗佳音、GYAO（日语：GYAO!）、Cine Bazar）

## 音樂
- 主題曲：［Alexandros］「Mosquito Bite（日语：Mosquito Bite）」（日本環球音樂 / RX-RECORDS（日语：RX-RECORDS））

作詞・作曲：川上洋平、編曲：［Alexandros］
- 插曲：［Alexandros］「MILK」（日本環球音樂 / RX-RECORDS）

作詞・作曲：川上洋平、編曲：［Alexandros］

## 外部連結
- 官方网站（日語）
- 互联网电影数据库（IMDb）上《BLEACH》的资料（英文）